# مانستر هانتر رایز
مانستر هانتر رایز (انگلیسی: Monster Hunter Rise) یک بازی ویدئویی در سبک بازی نقش‌آفرینی اکشن از سری ماستر هانتر است که در ۲۶ مارس ۲۰۲۱ توسط کپ‌کام در در پلت‌فرم نینتندو سوئیچ منتشر شده‌است.